# Piteglio
Piteglio è una frazione del comune italiano di San Marcello Piteglio, nella provincia di Pistoia, in Toscana.
Fino al 1º gennaio del 2017 fu comune autonomo, per poi fondersi con San Marcello Pistoiese per formare il nuovo ente.

## Geografia fisica
- Classificazione sismica: zona 2 (sismicità media), Ordinanza PCM 3274 del 20/03/2003
- Classificazione climatica: zona E, 2933 GG
- Diffusività atmosferica: bassa, Ibimet CNR 2002

## Storia
Avamposto militare durante i periodi della storia romana e fino alla fine dell'XI secolo, quando divenne libero comune, fra i più antichi e longevi della montagna, autonomo fino al 1º gennaio 2017, si è fuso con San Marcello Pistoiese per costituire il comune di San Marcello Piteglio. Il borgo si considera composto da tre centri abitati: il Castello (paese c.le), la località vicina di Migliorini ed il Lolle.
La nascita del paese di Piteglio si può far risalire al II secolo a.C. e coincidere con i primi insediamenti romani nella Val di Lima. Il paese giunge alle soglie del secondo millennio come comunità ben organizzata, ma ancora feudataria dei Conti Guidi di Modigliana.
Piteglio inizia il percorso di avvicinamento all’autonomia comunale agli albori del tredicesimo secolo. La prima notizia certa del Comune di Piteglio si trova nel Liber Focorum del Comune di Pistoia dell’anno 1226. Da questo censimento il paese risulta diviso in 84 fochi, o famiglie, per un totale di 420 abitanti.
A partire dal XIV secolo inizia un lungo periodo di decadenza e di forte calo della popolazione a causa di una fitta serie di carestie e pestilenze, la principale fu la peste nera del 1348 che decimò più della metà degli abitanti. Il punto più basso della curva discendente della popolazione si raggiunge nel 1404, quando gli abitanti di Piteglio si riducono a 12 unità.
Il XVI secolo, diversamente, vede invece un incremento della popolazione, fino al raggiungimento di un totale di 493 abitanti.
Il Comune autonomo di Piteglio rimane tale fino al 1775, anno delle riforme leopoldine, che modificarono radicalmente l’assetto istituzionale della montagna pistoiese. La riforma toglieva l’autonomia a tanti piccoli comuni, fra i quali anche Piteglio, al fine di snellire le istituzioni, abolendo il capitanato della montagna ed istituendo il Vicariato.
Il comune Piteglio, che si era ingrandito territorialmente con le riforme del 1775, arriva all’occupazione napoleonica del 1808. In quest’epoca il comune assorbe i territori di Popiglio, Calamecca, Crespole e Lanciole; inoltre l’amministrazione centrale trasferisce il capoluogo comunale da Piteglio a Popiglio ritenendo quest’ultimo più importante politicamente ed economicamente.
Nonostante le proteste, la situazione si protrae fino al 1811, quando la sede del municipio viene ripristinata definitivamente a Piteglio.
Dopo la caduta di Napoleone, il Granduca di Toscana Ferdinando III restaura le municipalità preesistenti e così il Comune di Piteglio  diviene Comunità di Piteglio mantenendo lo stesso territorio.
In seguito, con l’unità d’Italia, viene stabilito un nuovo ordinamento politico e amministrativo che abolisce le precedenti comunità e istituisce i nuovi comuni, tra i quali Piteglio, che mantengono i confini territoriali e giurisdizionali precedenti.
Il Comune di Piteglio sin dalla sua nascita, salvo alcune parentesi storiche, ha sempre svolto le sue funzioni di municipio autonomo fino ai giorni nostri, risultando così uno dei comuni più antichi, ancora esistenti, della montagna pistoiese.

## Monumenti e luoghi d'interesse
- Pieve della Santissima Annunziata (Pieve vecchia) XI sec. (aperta su prenotazione tel. 339 7219762)
- Pieve di Santa Maria Assunta XIII sec. (messa domenicale ore 11,30)

## Società

Posizione del comune di Piteglio nella provincia di Pistoia fino al 2016

### Evoluzione demografica
Sono qui riportati gli abitanti del comune di Piteglio dal 1861 al 2011.
Abitanti censiti

### Etnie e minoranze straniere
Secondo i dati ISTAT al 31 dicembre 2009 la popolazione straniera residente era di 101 persone. Le nazionalità maggiormente rappresentate in base alla loro percentuale sul totale della popolazione residente erano:
- Romania 30 (1,63%)
- Albania 26 (1,42%)

## Amministrazione
Il comune di Piteglio aveva una superficie di 49,34 chilometri quadrati e 1 819 abitanti al 31 dicembre 2011. Le sue frazioni erano Calamecca, Casa di Monte, Crespole, La Lima, Lanciole, Macchia Antonini, Lolle, Popiglio, Prataccio, Piantaglio e Prunetta. Il suo codice ISTAT era 047015, mentre il codice catastale G715 ed il CAP invece era 51020.
Di seguito è presentata una tabella relativa alle amministrazioni che si sono succedute in questo comune.
| Periodo        | Periodo          | Primo cittadino | Partito                                           | Carica  | Note  |
| -------------- | ---------------- | --------------- | ------------------------------------------------- | ------- | ----- |
| 18 giugno 1985 | 19 maggio 1990   | Lino Pistorozzi | Partito Socialista Italiano                       | Sindaco | [ 7 ] |
| 19 maggio 1990 | 24 aprile 1995   | Lino Pistorozzi | Partito Socialista Italiano                       | Sindaco | [ 7 ] |
| 24 aprile 1995 | 14 giugno 1999   | Valerio Sichi   | Partito Democratico della Sinistra                | Sindaco | [ 7 ] |
| 14 giugno 1999 | 14 giugno 2004   | Valerio Sichi   | centro-sinistra                                   | Sindaco | [ 7 ] |
| 14 giugno 2004 | 8 giugno 2009    | Paolo Pratesi   | lista civica di centrosinistra                    | Sindaco | [ 7 ] |
| 8 giugno 2009  | 26 maggio 2014   | Claudio Gaggini | lista civica di centrodestra                      | Sindaco | [ 7 ] |
| 26 maggio 2014 | 31 dicembre 2016 | Luca Marmo      | lista civica di centrosinistra Uniti per Piteglio | Sindaco | [ 7 ] |

### Gemellaggi
- La Guera
- Saône